# 上亳城址
上亳城址位于中国山西省运城市垣曲县王茅镇上亳村。

## 保护
2016年6月6日，上亳城址公布为第六批山西省文物保护单位，古遗址类，年代为战国—汉，编号5-11。	